# PlatinumGames
PlatinumGames Inc. je japonská vývojářská společnost zabývající se tvorbou především akčních počítačových her. Společnost byl založena roku 2007 spojením dvou nezávislých herních studií, Seeds Inc. (dříve Clover Studio) a Odd Inc. Vydavatelem studia se stala společnost Sega, která oznámila, že bude distributorem čtyř titulů – Bayonetta, Vanquish, Infinite Space a MadWorld. Všechny čtyři tituly vyšly v roce 2009.
V roce 2011 převzala společnost PlatinumGames projekt nového dílu herní série Metal Gear. Stalo se to tak na žádost Hidea Kodžimy, který nedokázal původně plánovanou hru dokončit. Hra Metal Gear Rising: Revengeance vyšla pod záštitou Konami v roce 2013. Metal Gear Rising se tak stalo první hrou studia, ke které drží práva PlatinumGames a nikoliv Sega. Od té doby licence ke všem svým hrám drží přímo PlatinumGames. V té době také navázalo studio spolupráci se společností Nintendo, která trvá dodnes a v rámci této spolupráce studio vytvořilo několik exkluzivních her pro konzole Wii U a Nintendo Switch.
Ve spolupráci s vydavatelství Square Enix pak PlatinumGames vytvořili hry Nier: Automata a Babylon's Fall. Zatímco první z nich zaznamenala masivní úspěch po kritické i finanční stránce, tak druhá jmenovaná byla masivním propadákem, který se zařadil mezi další finančně nepříliš úspěšné hry PlatinumGames.

## Vyvinuté tituly
| Rok           | Název                                              | Vydavatel     | Platformy                                                                         |
| ------------- | -------------------------------------------------- | ------------- | --------------------------------------------------------------------------------- |
| 2009          | MadWorld                                           | Sega          | Wii                                                                               |
| 2009          | Infinite Space                                     | Sega          | Nintendo DS                                                                       |
| 2009          | Bayonetta                                          | Sega          | Nintendo Switch, PlayStation 3, PlayStation 4, Wii U, Windows, Xbox 360, Xbox One |
| 2010          | Vanquish                                           | Sega          | PlayStation 3, PlayStation 4, Windows, Xbox 360, Xbox One                         |
| 2012          | Anarchy Reigns                                     | Sega          | PlayStation 3, Xbox 360                                                           |
| 2013          | Metal Gear Rising: Revengeance                     | Konami        | OS X, PlayStation 3, Nvidia Shield TV, Windows, Xbox 360                          |
| 2013          | The Wonderful 101                                  | Nintendo      | Wii U                                                                             |
| 2014          | Bayonetta 2                                        | Nintendo      | Nintendo Switch, Wii U                                                            |
| 2014          | The Legend of Korra                                | Activision    | PlayStation 3, PlayStation 4, Windows, Xbox 360, Xbox One                         |
| 2015          | Transformers: Devastation                          | Activision    | PlayStation 3, PlayStation 4, Windows, Xbox 360, Xbox One                         |
| 2015          | 8-Bit Bayonetta                                    | Sega          | web, Windows                                                                      |
| 2016          | Star Fox Zero                                      | Nintendo      | Wii U                                                                             |
| 2016          | Star Fox Guard                                     | Nintendo      | Wii U                                                                             |
| 2016          | Teenage Mutant Ninja Turtles: Mutants in Manhattan | Activision    | PlayStation 3, PlayStation 4, Windows, Xbox 360, Xbox One                         |
| 2017          | Nier: Automata                                     | Square Enix   | PlayStation 4, Windows, Xbox One, Nintendo Switch                                 |
| 2019          | Astral Chain                                       | Nintendo      | Nintendo Switch                                                                   |
| 2020          | The Wonderful 101: Remastered                      | PlatinumGames | Nintendo Switch, PlayStation 4, Windows                                           |
| 2021          | World of Demons                                    | PlatinumGames | iOS, macOS                                                                        |
| 2022          | Sol Cresta                                         | PlatinumGames | Nintendo Switch, PlayStation 4, Windows                                           |
| 2022          | Babylon's Fall                                     | Square Enix   | PlayStation 4, PlayStation 5, Windows                                             |
| 2022          | Bayonetta 3                                        | Nintendo      | Nintendo Switch                                                                   |
| 2023          | Bayonetta Origins: Cereza and the Lost Demon       | Nintendo      | Nintendo Switch                                                                   |
| 2023          | Final Fantasy XVI                                  | Square Enix   | PlayStation 5                                                                     |
| bude oznámeno | Project G.G.                                       | PlatinumGames | bude oznámeno                                                                     |